# Vertrag von Montmartre
Der Vertrag von Montmartre wurde am 6. Februar 1662 zwischen dem französischen König Ludwig XIV. und Herzog Karl IV. von Lothringen geschlossen. Mit diesem Vertrag erhielt Frankreich die Kontrolle über das Herzogtum Lothringen.
Umgekehrt wurde dem nicht-kapetingischen Haus Guise, einer Nebenlinie des lothringischen Herzogshauses, die Thronfolge in Frankreich zugesagt, für den Fall, dass die Bourbonen einschließlich der Familien Condé, Conti und Orléans aussterben sollten.
In diesem Punkt wurden mit dem Vertrag die Ansprüche des Hauses Courtenay übergangen, die ebenfalls eine Nebenlinie der Kapetinger waren. Ihre Proteste gegen die Vereinbarung wurden jedoch nicht berücksichtigt.
Unterhändler auf französischer Seite war Hugues de Lionne, der im Jahr darauf Außenminister wurde.